# Szaciły (osada leśna w powiecie białostockim)
Szaciły – zniesiona nazwa osady leśnej w Polsce położona w województwie podlaskim, w powiecie białostockim, w gminie Dobrzyniewo Duże.
Nazwa miejscowości została zniesiona z 2022 r.
W latach 1975–1998 miejscowość administracyjnie należała do województwa białostockiego.